# Faux dilemme
Pour les articles homonymes, voir Dichotomie.
Le faux dilemme, appelé aussi exclusion du tiers, fausse dichotomie ou énumération incomplète, est un raisonnement fallacieux qui consiste à présenter deux solutions à un problème donné comme si elles étaient les deux seules possibles, alors qu'en réalité, il en existe d'autres. En rhétorique, cette dichotomisation vise à réduire une situation complexe à une alternative entre deux options, pouvant conduire au manichéisme (pensée en noir et blanc),.

## Exemple
« Soit le créationnisme est vrai, soit le darwinisme est vrai. »
« Comme le darwinisme n'est pas vrai, alors forcément, le créationnisme est vrai. »
Cet argument est fallacieux parce que la prémisse ne reconnaît pas qu'il puisse y avoir d'autres points de vue que le créationnisme et le darwinisme. S'il est prouvé qu'il n'y a pas d'autres possibilités, alors le raisonnement devient valide. Sinon, il est possible de contrer l'argument en présentant un troisième choix : « Et qu'en est-il de Lamarck ? »

## Utilisation
(juin 2023).
Le faux dilemme est également commun en politique. Il est souvent caché dans les questions, et devient alors un plurium interrogationum :
« Êtes-vous avec nous ou avec les terroristes ? »
« Allez-vous voter pour moi, ou allez-vous laisser le chômage augmenter indéfiniment ? »
« Quelle alternative proposez-vous au capitalisme ? Vous voulez instaurer un système soviétique ! »
Il peut aussi prendre la forme d'affirmations manichéennes :
« Si vous n'êtes pas de gauche, vous êtes forcément de droite »
Les parents qui s'adressent à leur enfant peuvent faire une utilisation du faux dilemme : « Soit tu vas à l'université, soit tu seras balayeur ou manœuvre toute ta vie ! »
Dans sa critique de l'idéologie contemporaine, L. Fedi appelle « dichotomisation interne » le procédé qui consiste à propager la pensée unique sous une forme apparemment conflictuelle, en développant de fausses alternatives ou en convoquant des représentants de différents courants appartenant à une même famille doctrinale. En faussant les lois de la symétrie, le système peut se reproduire à l'infini sans entorse apparente au principe du pluralisme[réf. nécessaire].

## Relation avec d'autres raisonnements fallacieux
Le faux dilemme provient d'une mauvaise utilisation du connecteur logique ou. Le faux choix est une autre mauvaise utilisation de ce même opérateur consistant à présenter deux propositions comme mutuellement exclusives. Il existe pour l'opérateur et le raisonnement fallacieux du regroupement abusif.
Il est possible qu'un faux choix permette plus de deux possibilités (par exemple trois).
Le faux dilemme est une sorte de rupture de corrélation.